# Georges Grente
Georges-François-Xavier-Marie Grente (Percy, 5 mei 1872 – Le Mans, 5 mei 1959) was een Frans aartsbisschop en kardinaal.

## Biografie
Grente werd geboren in Percy in 1872. Hij liep school aan het college van Saint-Lô en studeerde Letteren en Rechten in Parijs. In 1895 werd hij tot priester gewijd. Hij was leraar in verschillende scholen in Normandië en werd in 1914 benoemd tot rector van de Université catholique de Lille. Maar het begin van de oorlog verhinderde dat hij die post opnam en hij werd directeur van het Institut Saint-Paul in Cherbourg. In 1918 werd hij benoemd tot bisschop van Le Mans door paus Benedictus XV en gewijd door kardinaal Louis-Ernest Dubois. Hij was toen de jongste bisschop van Frankrijk. Hij was vanaf 1943 aartsbisschop van Le Mans op persoonlijke titel. Hij leidde zijn bisdom gedurende veertig jaar. Hij ondernam daarnaast verschillende buitenlandse reizen.
In 1936 werd Grente verkozen tot lid van de Académie française als opvolger van Pierre de Nolhac.
In 1953 volgde zijn verheffing tot kardinaal door paus Pius XII. Grente nam deel aan het conclaaf van 1958. Met het overlijden van José María Caro Rodríguez in 1958 werd hij de oudst nog levende kardinaal. Hij overleed op zijn 87e verjaardag in 1959. Hij werd begraven in de kathedraal van Le Mans.

## Werk
Grente heeft veel publicaties op zijn naam, waaronder reisverslagen, hagiografieën en opvoedkundige werken. Een selectie:
- Madame de La Fayette, élève de Racine
- Jean Bertaut, évêque de Séez (1903)
- La Composition et le Style (1909)
- Saint Pie V (1914)
- Saint Lô évêque de Coutances
- La bienheureuse Marie-Madeleine Postel (1917)
- Semailles et semeurs, propos d’éducation (1918)
- Premières paroles
- Une mission dans le Levant (1922)
- Aux parents : les vices de l’éducation (1924)
- Le Beau Voyage des cardinaux français aux États-Unis et au Canada (1927)
- Dix siècles de Cotentin normand (1933)
- L’Histoire locale et le clergé
- Notre-Dame (1939)
- Les pensées de Joubert (1941)
- L’Éminence grise. Français et Chrétiens (1941)
- Sainte Jeanne de France : les épines d’une couronne (1950)
- Vie et passion de Jeanne d’Arc (1955)
- Ces Français qui furent des saints (1956)